# Malo kingi
Malo kingi is een tropische kubuskwal uit de familie Carukiidae. De kwal komt uit het geslacht Malo. Malo kingi werd in 2007 voor het eerst wetenschappelijk beschreven door Gershwin. Deze kwal werd genoemd naar Robert King, een Amerikaanse Toerist die overleed aan de gevolgen van de steek van deze kwal in Port Douglas, Queensland (Australië).